# 三道河水库 (南漳)
三道河水库是中国湖北省襄阳市南漳县境内的一座水库，位于汉江支流蛮河上，建于1966年。水库正常库容为12723万立方米，集雨面积为770平方千米，海拔为154米。